# آمازون هیسپانیولا
آمازون هیسپانیولا (نام علمی: Amazona ventralis) نام یک گونه از سرده طوطی آمازون است. این گونه طوطی در هیسپانیولا، هائیتی و جمهوری دومینیکن حضور دارد. این گونه غیر بومی و معرفی شده به پورتوریکو و جزایر ویرجینیا ایالات متحده آمریکا می‌باشد. زیستگاه طبیعی این پرنده جنگل‌های بارانی در نواحی کم‌ارتفاع است. این گونه به جمعیت آن به علت تخریب زیستگاه و زنده‌گیری آن و فروشش به عنوان حیوان خانگی کاهش چشمگیری پیدا کرده‌است.